# Rodrigo Frampton
Rodrigo Frampton (Sorocaba, 10 de janeiro de 1983) é um ator brasileiro. Tornou-se conhecido internacionalmente principalmente por sua atuação na novela Violetta exibida pelo Disney Channel.
Rodou o mundo com o programa Disney Planet, transmitido pelo Disney Channel e entrevistou figuras incríveis como: Tim Burton, Selena Gomez, Emerson Fittipaldi, Chris Evans e outros grandes nomes no mundo artístico.
Os seus trabalhos recentes: Spectros série da Netflix, Art Attack transmitido pelo Disney Channel, Negócio de Família do Universal Channel.
Foi garoto propaganda de inúmeras campanhas ficou conhecido no comercial do Twix Chocolate. 
Possui anos de profissão e tem fãs clubes no Peru, México, Argentina, Espanha, Itália, Polônia e, principalmente no Brasil. Interpretou tb Diego na série Mulher de Fases, da HBO, e no cinema contracenou com Alice Braga fazendo o malandro motoboy no longa-metragem A Via Láctea, de Lina Chamie.
Cursou artes cênicas na Escola Célia Helena e se formou também pelo mesmo curso pela Universidade Anhembi Morumbi, estreou no teatro no espetáculo Rei Lear, ao lado de Raul Cortez. Já participou de várias peças de teatros, trabalhando com Wolf Maya e Luis Vilaça. Também trabalhou em O Chapeleiro Maluco, dirigido por Jarbas Homem de Mello; Um Dia de Ontem, de Paula Torres; Amigos Ausentes, de Nilton Bicudo; O Dia das Crianças, de Sérgio Roveri e dirigido por Ivan Cabral e Rodolfo Garcia, e O Cravo e a Rosa, de Xico de Abreu, o que lhe rendeu o Prêmio Coca-Cola de Melhor Ator; Ele, Ela, os Outros. com texto de Luís Fernando Veríssimo e dirigido por Andrea Bassitt. Em 2015, passou a apresentar o programa Art Attack, programa exibido pelos canais Disney Channel e Disney Junior.